# Muharrem Demirok
Muharrem Daniel Demirok (ur. 6 października 1976 w Huddinge) – szwedzki polityk i samorządowiec tureckiego pochodzenia, deputowany, w latach 2023–2025 lider Partii Centrum.

## Życiorys
Jego ojciec w latach 70. wyemigrował z Turcji do Szwecji. Muharrem Demirok w drugiej połowie lat 90. dwukrotnie był skazywany za napaść. W 2004 ukończył nauki polityczne na Uniwersytecie w Linköping. Zaangażował się w działalność polityczną w ramach Partii Centrum, powoływany w skład zarządu krajowego tego ugrupowania. Przez kilkanaście lat działał w samorządzie w Linköping, wchodząc w skład miejskich władz wykonawczych.
W wyborach w 2022 uzyskał mandat posła do Riksdagu. W lutym 2023 zastąpił Annie Lööf na funkcji przewodniczącego Partii Centrum. W lutym 2025 ogłosił swoją rezygnację z tego stanowiska; w maju tegoż roku został zastąpiony przez Anna-Karin Hatt.